# Эльснер, Бартоломеус
Бартоломеус (Варфоломей) Эльснер (нем. Bartholomäus Elsner; 1596, Эрфурт — 16 января 1662, там же) — немецкий лютеранский проповедник, богослов, лингвист, востоковед, педагог, Профессор богословия, ректор университета Эрфурта.
Образование получил в 1613 году в своём родном городе. Затем в течение нескольких лет путешествовал по Северной Германии, Норвегии и Дании, Голландии и Англии. Стал проповедником, с 1624 года — читал лекции по богословию. В 1642 году занял пост профессора теологии и восточных языков в университете Эрфурта. Несколько раз был ректором этого университета.

## Избранные труды
- Der allersicherste Himmelsweg oder gründlicher Bericht von allen orthod. Artikeln der seligm. evang. Religion
- Ein christlich Gespräch, zwischen einem Prediger und einfältigen Bawersmann, von den jetzigen bösen Zeiten … / Martin Wandersleb; Bartholomäus Elsner. Erfurt 1640.